# Vanda liouvillei
Vanda liouvillei är en orkidéart som beskrevs av Achille Eugène Finet. Vanda liouvillei ingår i släktet Vanda och familjen orkidéer. Inga underarter finns listade i Catalogue of Life.